# 京浜急行線
京浜急行線（けいひんきゅうこうせん）は、かつて存在した、神奈川県鎌倉市から藤沢市に至る道路（道路運送法上の自動車道）である。この道路は、1950年より京浜急行電鉄が所有・運営していたため、通称「京浜急行自動車専用道路」、「京浜急行有料道路」といわれていた。現在は市道に移管し、鎌倉市部分が「鎌倉市道大船西鎌倉線」、藤沢市部分が「藤沢市道片瀬西鎌倉線」となっている。事業廃止にあたり、鎌倉市部分と藤沢市部分を分割譲渡した関係で、登記上、鎌倉市部分が「京浜急行線」、藤沢市部分が「市境-龍口寺下」とされた。本項では「市境-龍口寺下」を含む全区間を取扱う。

## 概要
当道路は1926年（大正15年）11月15日に国から事業免許を受け、1931年（昭和6年）7月4日に供用開始した、神奈川県の鎌倉市大船-藤沢市片瀬間の道路運送法上の民間運営道路。道路運送法による道路としては日本初の有料道路、自動車専用道路とされている。

ルートは湘南モノレール線が走っている区間にほぼ相当する。かつては後述するように鉄道線敷設計画があったが実現せず、1970年に湘南モノレール線が開業するまでは、公共交通機関としては長らく路線バスのみが運行されていた。
沿道の市街化のため事業継続が困難となったため、1984年（昭和59年）7月1日に鎌倉市部分5.7kmを鎌倉市に9億8千万円で有償譲渡した。引き続き市境-龍口寺下間の藤沢市部分1.1kmで事業を継続したが、経営悪化と地元の要望により、1989年（平成元年）3月31日に藤沢市に上記区間を無償譲渡した。
大船側、片瀬側ともに料金所付近に三菱商社燃料部（現在の三菱商事エネルギー）による給油所が設けられた。片瀬側の給油所は1969年に営業を終えたが、大船側の給油所については代理店の変遷がありながらも2007年ごろまで営業が行われていた。料金所自体はブースなどは特になく大船側は大船方面車線外側に、片瀬側は片瀬方面車線外側に小屋が設置されている簡易的なものであった。
料金所の大船側は台二丁目交差点付近の現在は道路が改良されたが、改良される前の工場線踏切すぐの大船側モノレール下あたりに、片瀬側は目白山下駅のモノレール大船側分岐器の真下あたり、以前は龍口寺付近に存在した。
開通当時、日本における自動車保有台数は6万台強であり、アスファルトによる道路自体が珍しく、住民は履物を脱いで道路を歩き始めたという逸話がある。

### 路線データ
- 起点 :神奈川県鎌倉市大船
- 終点 :神奈川県藤沢市片瀬
- 主な経由地 :神奈川県鎌倉市鎌倉山
- 路線延長 :6.8km

## 歴史

### 鉄道敷設計画の挫折
当道路の起源は、大正時代の鉄道敷設計画に遡る。沿線の不動産開発を目的として大船より鵠沼を経て茅ケ崎に至る鉄道建設のため東海土地電気が設立されたが、発起人の多くは1923年の関東大震災により鉄道計画から離れ、事業は1926年に設立された江ノ島電気鉄道に引き継がれた。
- 1922年（大正11年）12月22日:東海土地電気に大船-鵠沼-辻堂-茅ケ崎間の鉄道免許認可
- 1923年（大正12年）9月1日:関東大震災
- 1926年（大正15年）7月10日:江ノ島電気鉄道設立（東海土地電気は解散）
- 1926年（大正15年）7月17日:大船-鵠沼間鉄道敷設免許再申請
- 1926年（大正15年）11月26日:大船-片瀬間に変更し追願
- 1926年（大正15年）12月10日:大船-片瀬間鉄道免許認可[4]
- 1928年（昭和3年）7月1日:東京電燈江ノ島線（現江ノ島電鉄線）営業権譲受
- 1929年（昭和4年）4月1日:小田原急行鉄道江ノ島線片瀬江ノ島駅開業、片瀬-茅ケ崎間免許に抵触するため駅舎は仮登記。
- 1930年（昭和5年）1月31日:片瀬-茅ケ崎間免許失効[4]

江ノ島電気鉄道は1928年に現在の江ノ島電鉄線を譲受した後、バス事業から1929年をもって一時撤退して鉄道経営に専念していることから、新規路線の開業はこの時点で放棄したものと考えられる。

### 鎌倉山開発と自動車専用道路建設
江ノ島電気鉄道の経営に関わっていた菅原通済は、大船-片瀬間の鉄道計画の沿線にあたる深沢村の山林を高級別荘地として分譲することを計画し、当地を「鎌倉山」と命名した。従来交通の不便な当地を分譲するためには公共交通機関の整備が不可欠であり、菅原は江ノ島電気鉄道の新規鉄道計画と並行して乗合自動車の開通を計画した。このため、菅原は江ノ島電気鉄道の出資で日本自動車道を設立し、鉄道計画のために江ノ島電気鉄道が取得していた用地を一部転用して自動車専用道路を建設し、東海道線のダイヤと連携した乗合自動車を走らせ、江の島への観光経路として確立させるとともに、鎌倉山別荘地への主要交通機関とした。
- 1926年（大正15年）11月15日:事業免許取得[1][6]
- 1929年（昭和4年）:鎌倉山別荘地分譲開始
- 1930年（昭和5年）:日本自動車道が日本最初の自動車専用道路として大船-片瀬間を開通させる
- 1930年（昭和5年）7月25日:大船駅-江ノ島口、大仏前-鎌倉山間乗合自動車開業
- 1931年（昭和6年）:小袋谷跨線橋完成（1930年とする説もある）
- 1931年（昭和6年）7月4日:登記上の供用開始日[1]
- 1933年（昭和8年）:新大船-江ノ島間の鉄道敷設権を江ノ島電気鉄道より譲受[7][8]
- 1934年（昭和9年）:新大船-江ノ島間の鉄道起業を廃止（免許失効）[4][7]
- 1938年（昭和13年）:京浜電気鉄道の傘下に入る
- 1941年（昭和16年）5月1日:湘南半島自動車に合併
- 1941年（昭和16年）11月1日:湘南半島自動車、京浜電気鉄道に合併
- 1942年（昭和17年）5月1日:京浜電気鉄道、東京横浜電鉄に合併、東京急行電鉄となる（大東急）

開通時期と跨線橋完成時期、登記上の供用開始日に差異があるものの概ね1930年には専用道路として開通していたものと考えられる。当初は密接な関わりのあった江ノ島電気鉄道とは、1933年までに資本関係を解消しており、1938年に京浜電気鉄道の傘下に入り、その後合併したことから、当道路とこれに付帯する路線バス事業は京浜電気鉄道の後身である京浜急行電鉄へと受け継がれていくことになる。

### 京浜急行有料道路として再開後

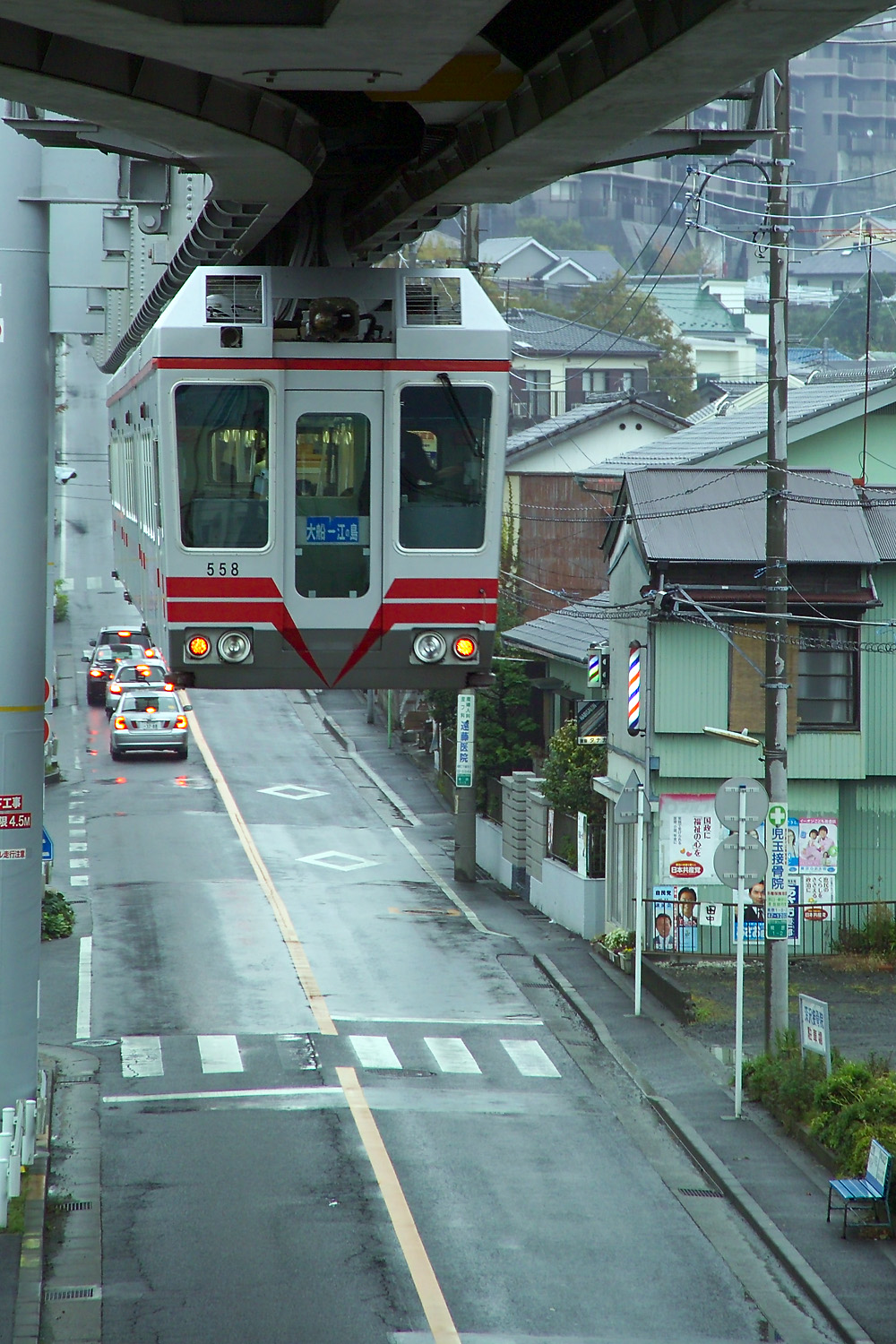
かつての京浜急行線の上を行く湘南モノレール江の島線（湘南町屋駅 - 湘南深沢駅間）

第二次世界大戦後、東京急行電鉄から分離独立した京浜急行電鉄が1950年に路線バスの運行を再開し、同時に有料道路の営業を開始した。高度経済成長期以降、鎌倉市の深沢地域、西鎌倉、および藤沢市の片瀬山などで大規模宅地開発があり、三菱電機鎌倉製作所や国鉄大船工場といった大規模工場の増加など、沿線環境が変化し、平面交差する道路も増えたため、片側1車線の当道路は次第に自動車専用道路の趣を失い、地域の生活道路と化していった。数ヶ所に料金収受員を置いて有料道路を維持していたが、収受員の置かれていない交差点での流出入に対応できない状況となり、1984年に大部分が鎌倉市に売却され、1989年には残る区間も藤沢市に譲渡されたことで「有料道路」としての使命を終えた。
- 1948年（昭和23年）6月1日:京浜急行電鉄設立
- 1950年（昭和25年）7月5日:京浜急行電鉄、大船-鎌倉山-江ノ島バス路線運行開始
- 1950年（昭和25年）9月8日:京浜急行電鉄、大船-江ノ島間有料道路営業開始
- 1970年（昭和45年）3月7日:湘南モノレール線、大船-西鎌倉間が鎌倉山付近を除き本路線上空に軌道を構築し開業、翌年7月1日に西鎌倉-湘南江の島間全線開通
- 1984年（昭和59年）7月1日:沿道の市街化のため事業継続が困難となり、鎌倉市部分5.7kmを市に9億8000万円で有償譲渡[1]、藤沢市部分は引き続き京浜急行電鉄が所有・経営
- 1989年（平成元年）3月31日:経営悪化と地元要望により、藤沢市部分1.1kmを市に無償譲渡[1]

一般市道化されたとはいえ、自動車専用道路として建設されたために歩道がほとんど整備されておらず、両自治体によりモノレール駅周辺を中心に歩道整備が進められている。小袋谷跨線橋については、予定ルートが重なる都市計画道路腰越大船線の整備に併せて、大船立体と呼ばれる神奈川県による架橋、歩道設置が実施される。2014年3月28日に旧橋の使用を終了したが、新ルートの暫定使用中は歩道整備は行われない。

## 地理
当道路は大船駅前交通広場から南に離れた交差点で神奈川県道301号大船停車場線から分岐する。かつては交通広場の場所に京浜急行バス乗り場があり狭隘なため転車台が設置されていた、当道路もバス乗り場出口にある交差点を起点としていたが、大船停車場線の整備により起点が変更された。今後、都市計画道路腰越大船線の整備進捗により、起点がさらに変更となる可能性がある。
大船から片瀬にかけては、境川水系の柏尾川、片瀬川が低地を流れているが、当道路はそれには沿わず、跨線橋で横須賀線と神奈川県道302号小袋谷藤沢線を越えた後、江戸時代の江の島道に近接した経路で湘南町屋駅付近の丘陵地帯を越える。麓の平野部は三菱電機鎌倉製作所などの工場が立地している。山頂側には野村不動産の開発した住宅街が広がる。
一直線に急傾斜の坂道を下ると深沢の中心部に入る。この付近は新田義貞による鎌倉攻めの際に大規模な戦闘が行われた「洲崎古戦場」だが、山頂まで連なる住宅の姿に往時の面影はない。かつては横須賀海軍工廠深沢分工場があり、その跡地に国鉄大船工場が操業していたが、2006年に正式に廃止され、広大な跡地が広がっている。「深沢支所西」交差点付近には小規模な商店街が形成されている。
神奈川県道32号藤沢鎌倉線を跨道橋で越えると、鎌倉山ロータリーまで登り坂となる。ここまで上空を走っていた湘南モノレールの軌道は、鎌倉山トンネルに入るため右に分かれる。山頂付近にある鎌倉山ロータリーの中心には、1968年（昭和44年）に菅原通済が堤義明を介して入手した、関東大震災で倒壊した鶴岡八幡宮の鳥居を流用した石碑が建っている。
分水嶺を越え、当道路は神戸川（ごうどがわ）水系の谷に向かい坂を下る。「赤羽」交差点で神奈川県道304号腰越大船線と直交した後、西鎌倉駅まで並行する。付近は西武鉄道が開発した住宅街が広がる。
腰越大船線と分かれ、住宅街の横を再び登る。片瀬山駅付近で湘南モノレールの軌道が地上に近接し、当道路に並行する。湘南モノレールの軌道を挟み三井不動産が開発した住宅街が広がるが、当道路はそれを避けるように目白山下駅方面にカーブしながら再び下り坂となり、湘南モノレールが片瀬山トンネルで抜ける龍口寺裏山の山腹を左回りに下っていくと、 国道467号に接続する龍口寺前の終点となる。

### 道路施設
- 小袋谷跨線橋（2014年3月28日に大船立体暫定供用へ交通切り替え）

## 路線バス
太字区間が当道路部分

### 大船駅発着
- 京浜急行バス
  - 船2 大船駅 - 富士見町 - 深沢 - 梶原口 - 梶原
  - 船4 大船駅 - 富士見町 - 深沢 - 鎌倉山
  - 船5 大船駅 - 富士見町 - 深沢 - 鎌倉山 - 西鎌倉入口 - 諏訪ヶ谷 - 鎖大師入口 - 鎌倉山（循環）

### 鎌倉駅発着
- 京浜急行バス
  - 鎌4 鎌倉駅 - 大仏前 - 鎌倉山

### 藤沢駅発着
- 江ノ電バス
  - 藤沢駅（南口） - 藤ヶ谷 - 片瀬山 - 片瀬山入口 - 諏訪ヶ谷 - 西鎌倉入口 - 手広 - 富士見ヶ丘 - 藤沢駅（南口）（循環）
  - 藤沢駅（南口） - 藤ヶ谷 - 片瀬山 - 片瀬山入口 - 諏訪ヶ谷 - 西鎌倉入口 - 手広 - 湘南車庫
  - 藤沢駅（南口） - 藤ヶ谷 - 片瀬山 - 片瀬山入口 - 諏訪ヶ谷 - 西鎌倉入口 - 津村
  - 藤沢駅（南口） - アズビル前 - 湘南深沢 - （深沢） - 笛田2番 - 教養センター - 笛田4番 - 笛田2番（循環） 当道路上では湘南深沢のみ停車

## 交差する道路
（）は交差地点。
- 神奈川県道301号大船停車場線（鎌倉市大船）
- 神奈川県道302号小袋谷藤沢線（鎌倉市小袋谷・立体交差）
- 神奈川県道32号藤沢鎌倉線（鎌倉市笛田・立体交差）
- 国道467号（藤沢市片瀬）

## 並行する道路
- 神奈川県道304号腰越大船線 - 終点から先、小袋谷跨線橋付近で当道路と重なる予定区間も存在する。